# Gare de Martorell-Central
La gare de Martorell-Central est une gare ferroviaire espagnole de la ligne de Sant Vicenç de Calders à L'Hospitalet de Llobregat (240), située sur le territoire de la commune de Martorell, dans la comarque du Baix Llobregat, dans la province de Barcelone, en Catalogne. 
Elle est mise en service en 1859 par les Caminos de Hierro del Centro. C'est une gare d'Administrador de infraestructuras ferroviarias (ADIF), desservie par des trains des lignes R4 et R8 de Rodalies de Catalunya.

## Situation ferroviaire
Établie à 59 mètres d'altitude, la gare de Martorell-Central est située au point kilométrique (PK) 073,191 de la ligne de Sant Vicenç de Calders à L'Hospitalet de Llobregat,.

## Histoire
La gare est entrée en service en 1859 lors de l'ouverture d'un petit tronçon entre la gare actuelle et la gare provisoire de Martorell sur l'autre rive du fleuve Llobregat. Le premier train a desservi Martorell en 1856 lors de l'ouverture de la ligne entre Molins de Rei et la gare provisoire.

## Fréquentation
En 2016, la fréquentation annuelle de la gare s'élevait à 2 847 000 voyageurs.

## Service des voyageurs

### Accueil
La gare dispose d'un bâtiment voyageurs avec guichets, ainsi que d'automates pour l'achat de titres de transport ; d'une salle d'attente. Une cafétéria y est également installé. Un parking est aménagé à l’extérieur.
Elle comprend deux voies principales (voies 1 et 2), une voie secondaire (voie 3) et cinq voies en impasse (voies 4, 6, 8, 5 et 7), en plus d’autres voies en impasse auxiliaires, utilisées de manière plus occasionnelle. Il y a trois quais au total : deux latéraux le long des voies principales 1 et 2 (partiellement couverts par des marquises métalliques), et un autre entre les voies 6 et 8. Ainsi, les voies desservies par des quais sont les 1-3, 2-4 et 6-8. La liaison entre les quais des voies principales se fait par un passage souterrain avec escaliers fixes et ascenseur.

### Desserte
La gare est desservie par des trains des lignes R4 et R8 de Rodalies de Catalunya.

### Intermodalité
La gare se situe en face de la gare de Martorell-Central de FGC qui est desservie par les lignes S4, S8, R5, R50, R6 et R60 des FGC.

## Galerie de photographies

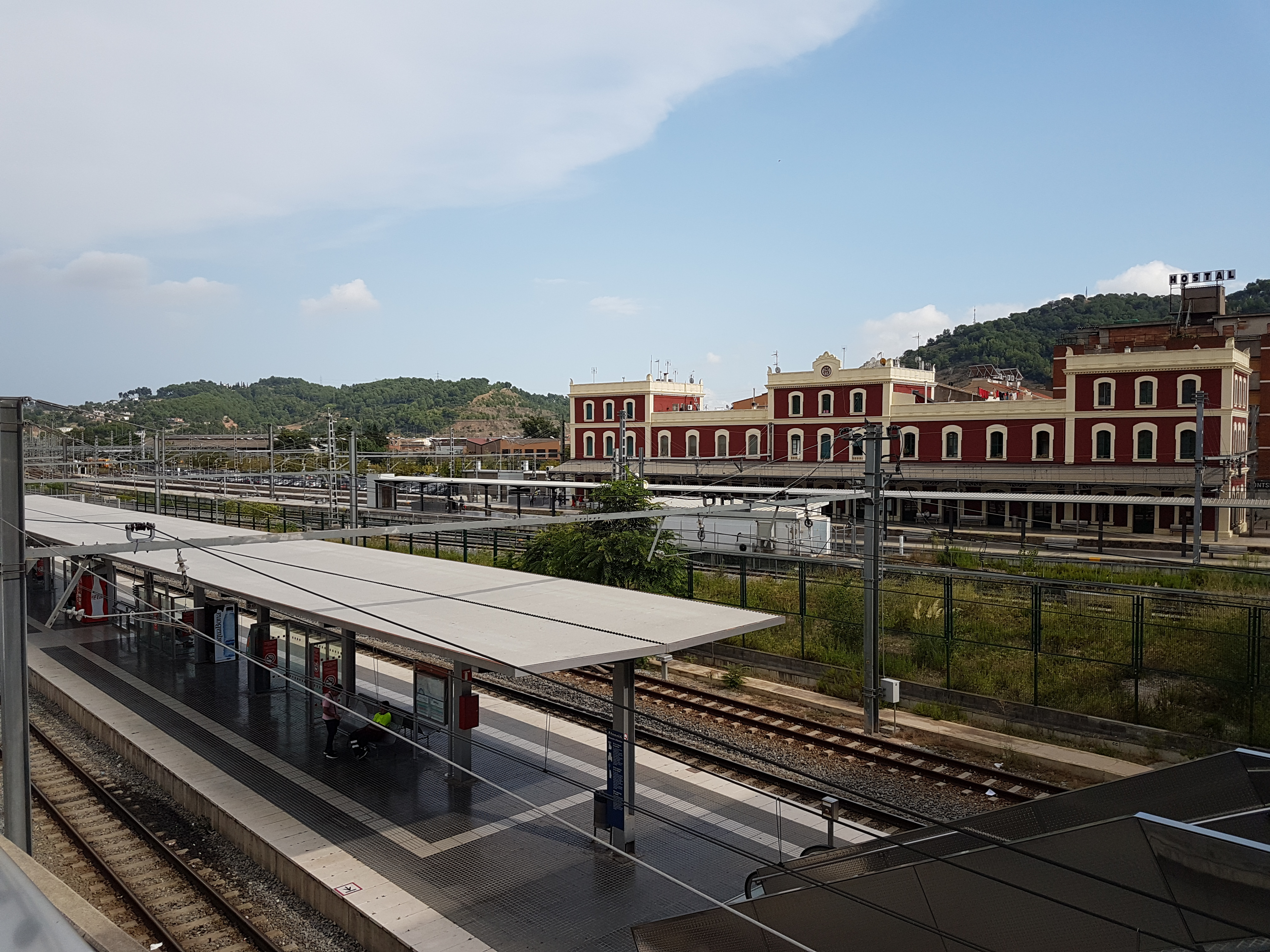
La gare de Martorell-Central des FGC au premier plan et la gare de Martorell d'ADIF au deuxième plan
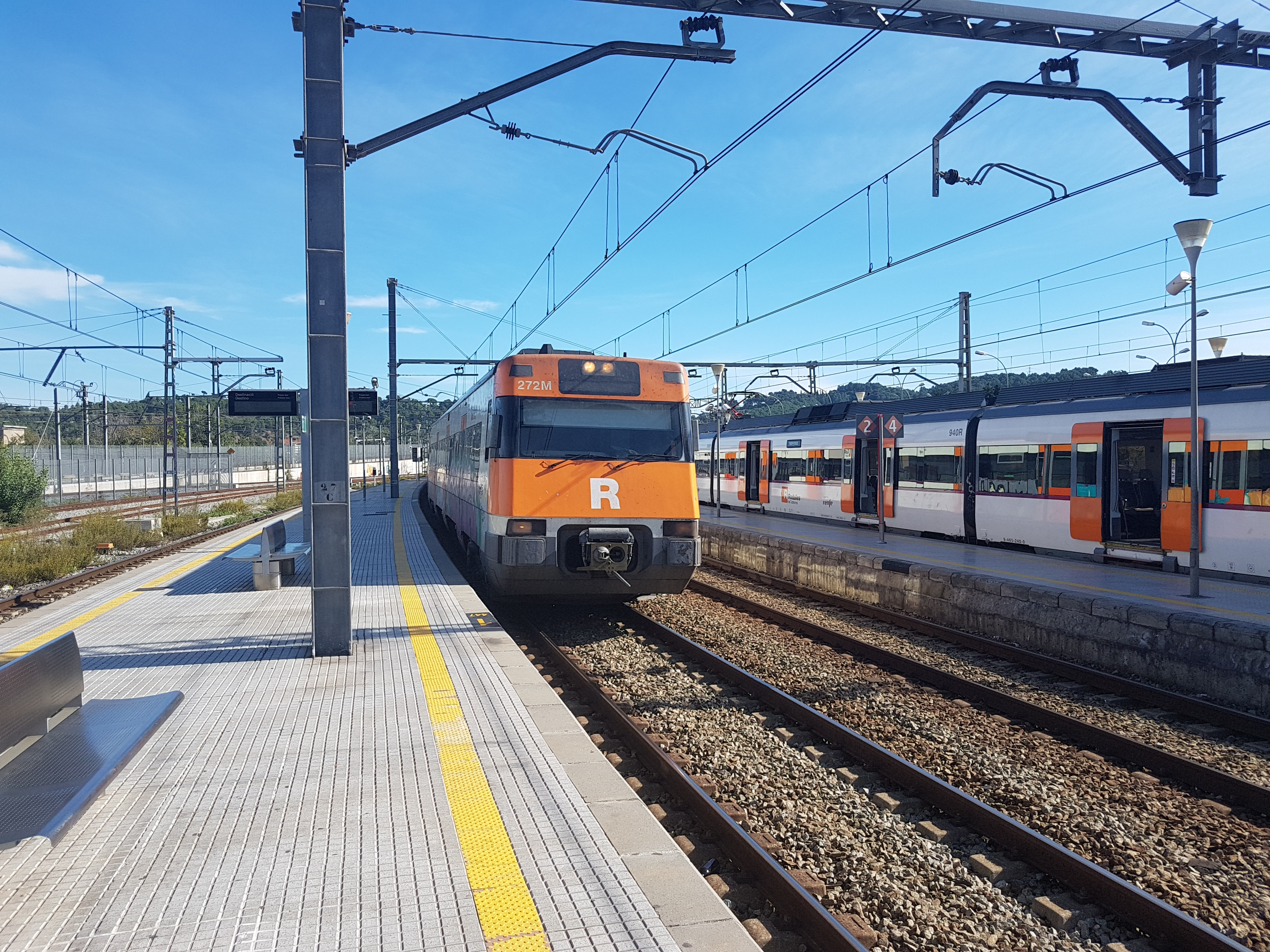
R4 direction Sant Vicenç de Calders
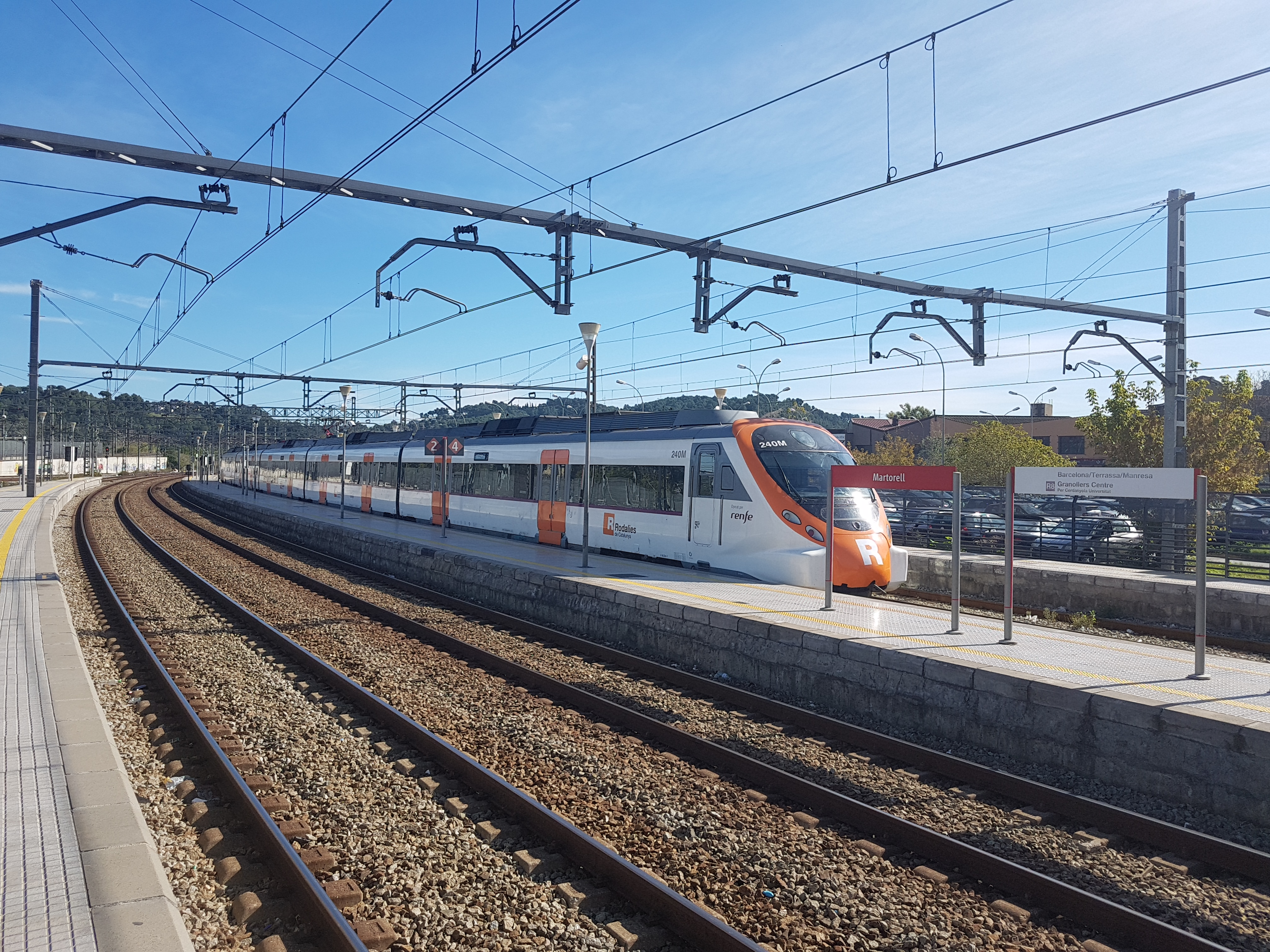
R8 direction Granollers
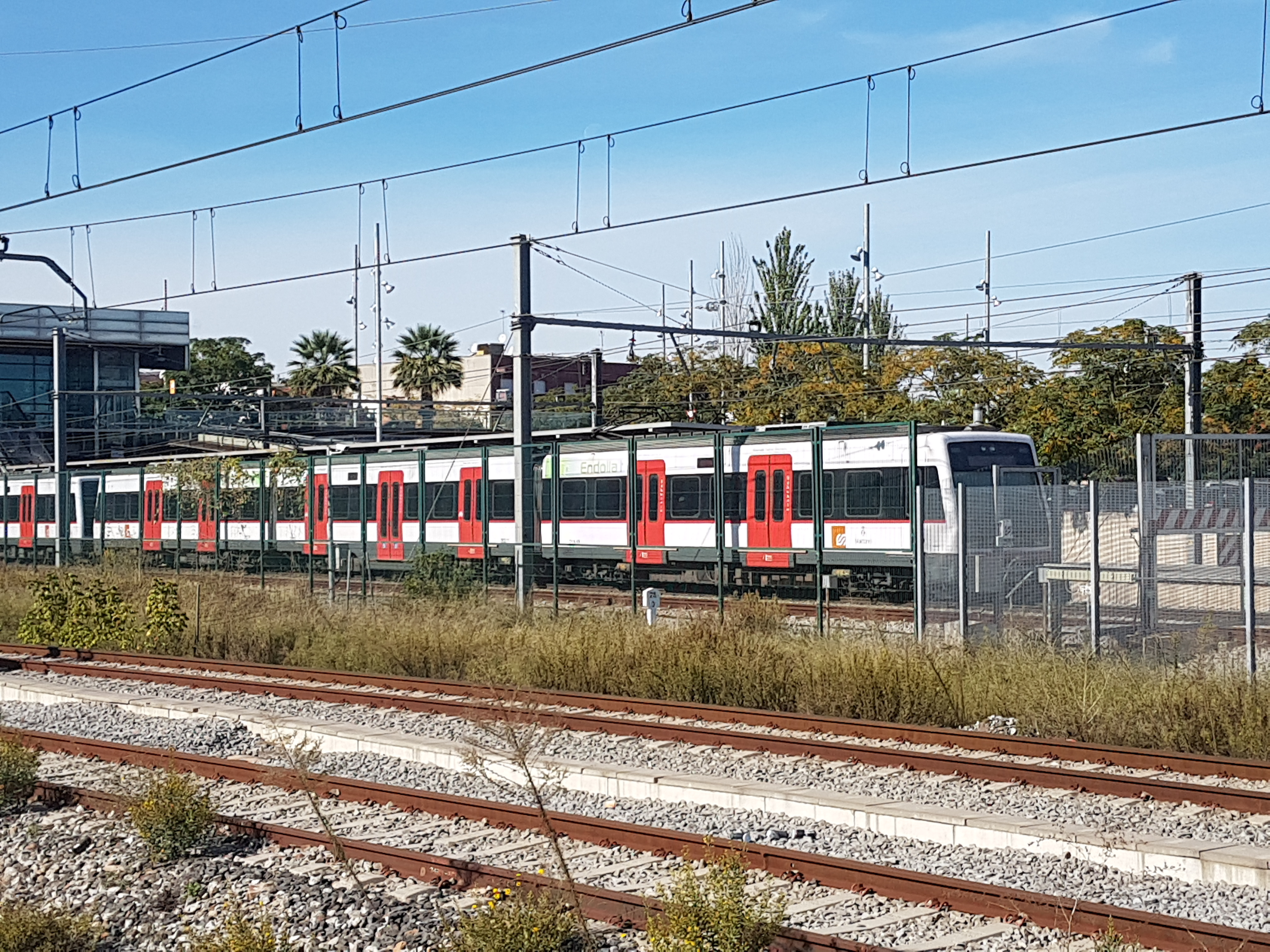
R5 direction Barcelone-Plaça Espanya